# Державна рада Мурайї Девлет
Державна рада Мурайї Девлет (осман . شوراى دولت) — найвища судова установа в Османській імперії, що відповідає сьогодні Державній раді. Проіснувала між 1868—1922 роками.
Основи Державної Ради були засновані Махмудом в 1837 році. Ця організація є установою, яка заклала основи сьогоднішньої Державної ради та Касаційного суду. Пізніше, за Танзіматським указом в 1839 році, держава пообіцяла, що природні права османського народу, такі як життя, власність, цнотливість і честь, незалежно від віросповідання та секти, будуть гарантовані законом, вводячи таким чином основні принципи нової правової держави. Дотримуватись правових норм стало загальновизнаною необхідністю в Османській імперії.
У 1868 році, під час правління султана Абдул-Азіза, Державна рада виконувала функції Державної ради, а Діван-і Ахкамі Адліє виконувала функції Верховного Суду, тим самим відокремлюючи судову владу та законодавство. З цих двох судових органів на Державну раду були покладені два обов'язки — «підготовка законопроєктів» і «судова справа» — як у формі підготовки законопроєктів, так і вирішення адміністративних спорів.
Завданням Державної ради, яка почала активно працювати з 10 травня 1868 р., було "вивчити та впорядкувати судову практику та порядок, дослідити нерухомість, нагляд за роботою уряду, для перевірки влади і посадових осіб держави. Оскільки завдання розгляду та вирішення «справ експертів з урахуванням уряду та експертів» було покладено на загальні суди Танзіматським указом 1876 року, судові можливості Державної ради були дуже обмежені.
Державна рада, яка протягом османського періоду пропрацювала 54 роки, завершила свою роботу 4 листопада 1922 р., коли всі центральні установи в Стамбулі були передані урядом ТБММ. Законом № 669 замість Державної ради Мурайї Девлет було створено Державну раду, яка почала працювати з 6 липня 1927 року.